# Système éducatif au Sénégal
 (août 2019).
Si vous disposez d'ouvrages ou d'articles de référence ou si vous connaissez des sites web de qualité traitant du thème abordé ici, merci de compléter l'article en donnant les références utiles à sa vérifiabilité et en les liant à la section « Notes et références ».

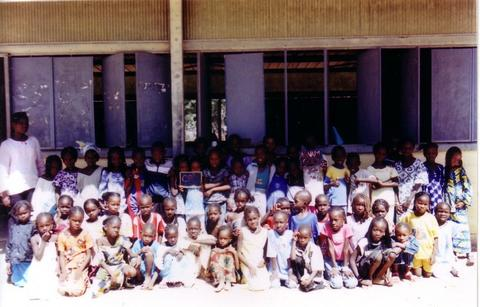
Les élèves du cours préparatoire à l'école d'Agnam-Goly (région de Matam).

L'éducation reste un objectif de première importance pour les gouvernements successifs, car la population est extrêmement jeune.
Le gouvernement sénégalais a libéralisé[Quand ?] en partie le système éducatif. Plusieurs écoles et universités privées ont vu le jour. Le gouvernement sénégalais ne supervise pas ces établissements et ne délivre aucun label de qualité[réf. souhaitée].

## Histoire de la colonisation et de son impact sur la scolarisation au Sénégal

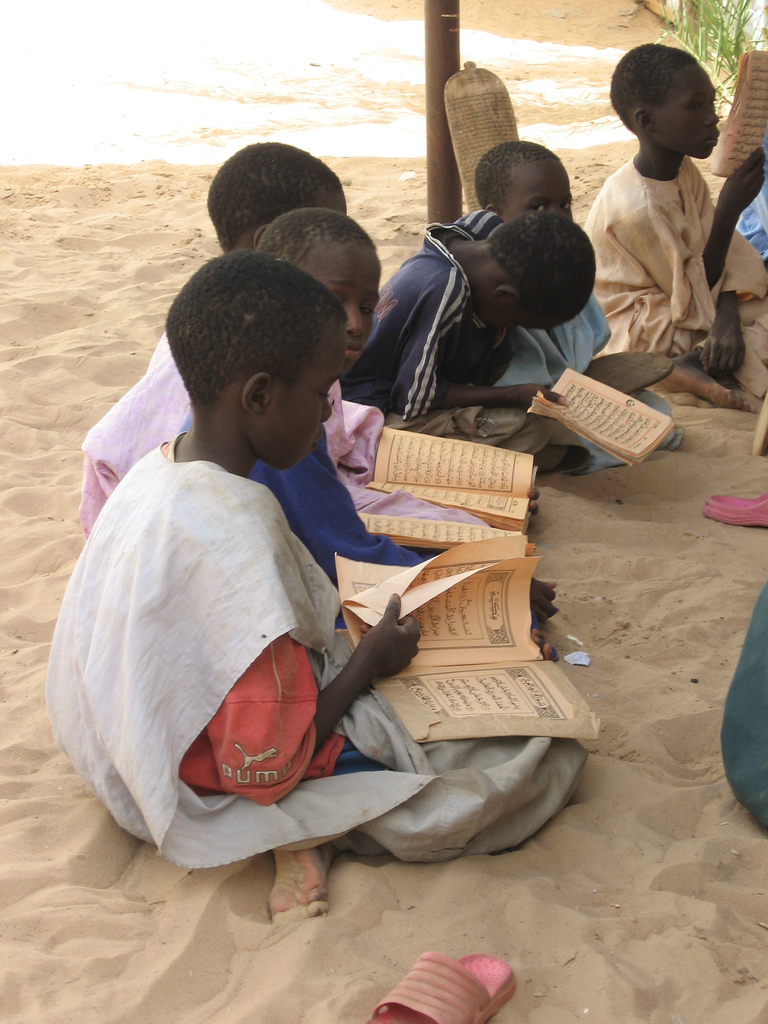
Une école coranique à Touba.

Lors de la conférence de Berlin, en 1886 et 1887, les pays européens se sont partagés le continent africain et ont dédié l'actuel pays du Sénégal et une grande partie de l'Afrique occidentale à la France.Le 20 juin 1960, ce pays est devenu indépendant, mais il reste tout de même au sein de l'Union française.
Conséquemment, le Sénégal a opté pour le français comme langue officielle.Toutefois, quelques autres langues ont gardé un statut de langues nationales : le wolof, le sereer, le pulaar, le jola, le malinké et le soninké. Même si le français fait partie des principales langues parlées par seulement 12,7% de la population sénégalaise en 2013, elle est toutefois présente dans leur système d'éducation. Les langues nationales sont également intégrées dans l'enseignement des enfants.
De plus, malgré la colonisation, l'école traditionnelle y est encore présente, mais est combinée à celle des colonisateurs. En effet, il a été décrété dans la Constitution de 1963 que la liberté d'éducation est permise : « Chacun a le droit de s'instruire (…). Il est pourvu à l'éducation de la jeunesse par des écoles publiques. Les institutions et les communautés religieuses sont également reconnues comme moyen d'éducation ».

## Organisation du système éducatif
Le système correspond à la fois au système français ce qui permet de valider des diplômes sénégalais afin de continuer éventuellement des études en France, soit au système anglo-saxon dans le privé notamment pour les Master of Business Administration – MBA.[réf. nécessaire]
La Loi no 2004-37 du 15 décembre 2004 rend la scolarité obligatoire pour tous les enfants des deux sexes âgés de six à seize ans. Cette scolarité obligatoire, selon la loi, est assurée gratuitement au sein des établissements publics d'enseignement https://natlex.ilo.org/dyn/natlex2/r/natlex/fe/details?p3_isn=75283.

### Petite enfance et pré-scolarisation
Sur la période 2014-2018, le taux brut de préscolarisation (TBPS) a connu une hausse en passant de 15,2 % en 2013 à 17,5 % en 2017.
Le pourcentage d'éducateurs formés et certifiés est passé de 23,42 % en 2013 à 31,09 % en 2017.
L'indice de parité est resté favorable aux filles en évoluant de 1,11 à 1,16.

La question de l'équité mérite une attention particulière eu égard aux difficultés liées à la question des enfants issus de milieux défavorisés et ceux à besoins éducatifs spéciaux, insuffisamment pris en charge par les structures de la petite enfance et de l'éducation préscolaire.

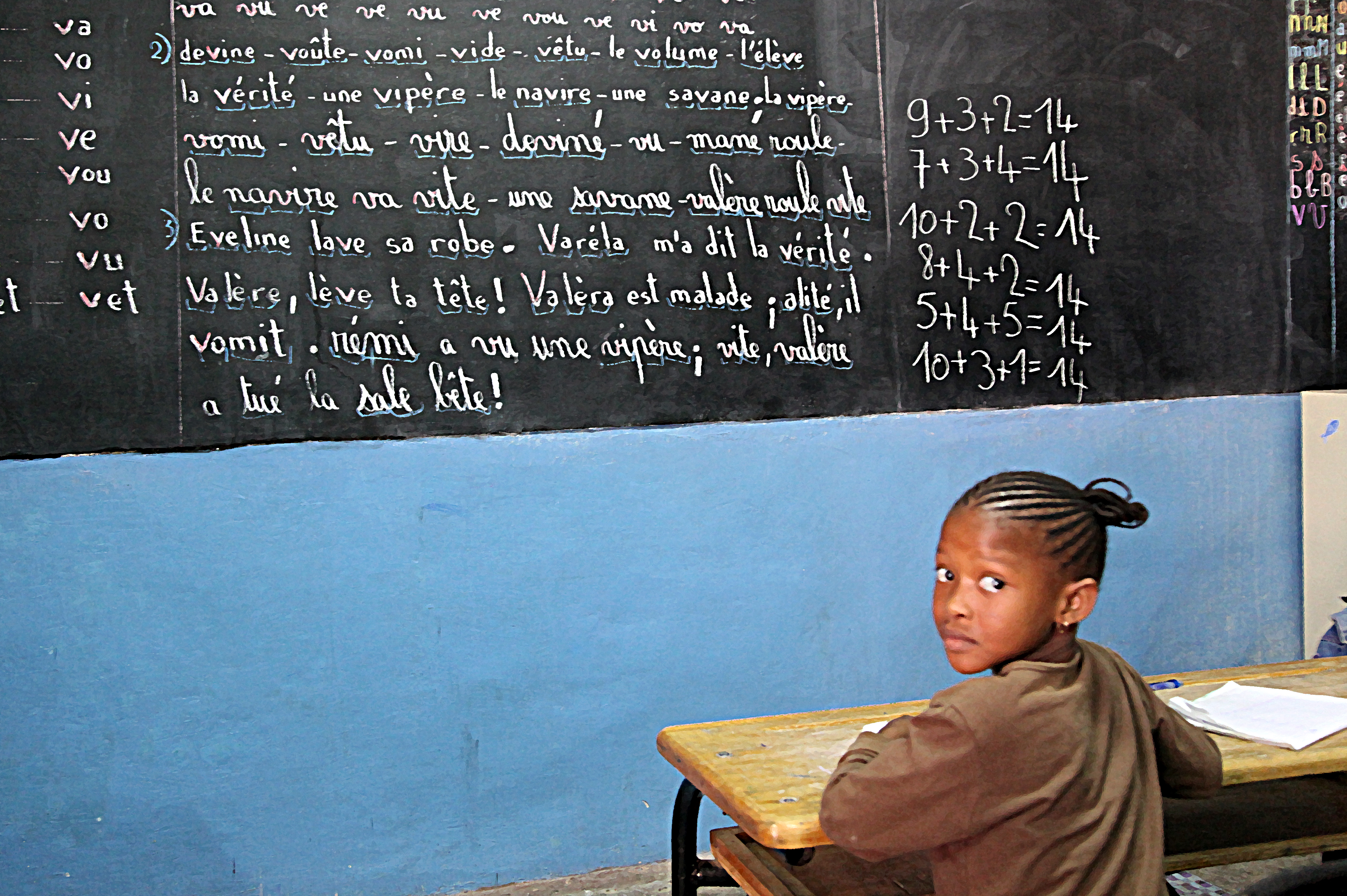
Enseignements fondamentaux à Gorée.

### Enseignement primaire
L'enseignement primaire au Sénégal est pour les enfants âgés de six à douze ans. L'enseignement primaire est d'une durée de six ans et les élèves doivent passer l'examen du Certificat à la fin de leur étude. Lors de l'enseignement au primaire, il y a différents objectifs que les élèves doivent acquérir. Par exemple, ils apprennent les connaissances de base, le savoir utile et les compétences indispensables les amenant à vivre en communauté d'une façon meilleure et en les préparant à accéder aux échelons supérieurs du cursus scolaire. Le taux de scolarisation s'est amélioré ces dernières années au primaire, en passant de 82,6 %, en 2013, à 87,3 %, en 2017. Sur la même période, le taux net de scolarisation est passé de 71,10 % à 78,34 %, le taux d'achèvement au primaire de 60,3 % à 61,9 % et le taux d'achèvement du cycle fondamental ont évolué de 28,4 % en 2013 à 37,5 % en 2017. En revanche, bien qu'il y ait eu une grande amélioration du taux scolaire, il est tout de même très difficile pour ce pays de faire progresser tous les élèves. En effet, il y a toujours une haute importance d'abandon et de redoublement chez les enfants du Sénégal. À ce sujet, les enfants qui sont en enseignement primaire et qui décident d'abandonner l'école sont beaucoup plus à risque de retomber dans l'analphabétisme. Le gouvernement sénégalais annonce en 2023 l'introduction des langues maternelles dans l'éducation des enfants.

### Enseignement moyen
L'enseignement moyen se fait de la 6e à la 3e année et dure quatre ans. Cet enseignement donné au Sénégal peu correspondre aux quatre premières années de l'école secondaire au Québec.Lorsque les élèves ont terminé leur enseignement moyen, ils doivent passer un examen qui s'intitule le Brevet de fin d'études moyennes.
Par ailleurs, Planète Élève joue un rôle clé dans l'accompagnement de ce parcours éducatif en offrant une plateforme numérique qui facilite la gestion des processus scolaires. En simplifiant la communication entre élèves, parents et enseignants, et en automatisant des tâches administratives telles que la saisie des notes, la compilation des résultats et la distribution des bulletins, elle permet aux équipes pédagogiques de se concentrer davantage sur la préparation des élèves à des examens majeurs comme le BFEM.

### Enseignement supérieur
Le taux d'accès à l'enseignement supérieur est passé de 9,57 % en 2013 à 11,32 % en 2017.
La proportion d'étudiants inscrits dans les filières scientifiques a évolué de 22,5 %, en 2013, à 32 %, en 2017.
Le nombre d'étudiants pour 10 000 habitants est passé de 859, en 2012, à 1 099, en 2017.
Le taux de réussite en licence 3 est passé de 38 %, en 2012, à 45 %, en 2017.
- École normale William-Ponty
- École de médecine de l'AOF
- École inter-États des sciences et médecine vétérinaires de Dakar
- École nationale d'administration (Sénégal)
- École nationale d'économie appliquée
- École nationale des cadres ruraux

#### Universités
La plupart des universités du Sénégal ont été construites vers les années 1960 avec comme objectif de quitter le modèle colonial.
Il y a eu un net renforcement du réseau universitaire entre 2013 et 2017 avec la construction de cent laboratoires de recherche (six à l'université de Bambey, huit à l'École supérieure polytechnique, douze à l'université de Ziguinchor, trente-et-un à l'université de Dakar, 26 à l'université de Thiés et dix-neuf à l'université de Saint-Louis).
Universités publiques :
- UCAD (université Cheikh Anta Diop) - Dakar.
- UGB (université Gaston Berger) - Saint-Louis.
- UDZ (université de Ziguinchor) - Ziguinchor.
- UT (université de Thiès) - Thiès.
- UB-CUR (université de Bambey) - Bambey.
- UVS[15] (Université virtuelle du Sénégal)
- UAM (université Amadou-Mahtar-M'Bow) - Diamniadio, inaugurée en 2022[16].

Universités et instituts privés :
- E-jicom[17] École supérieure de journalisme des métiers de l'Internet et de la Communication, Dakar
- UEA[18] L'université Euro Afrique en partenariat avec l'université Jules-Verne de Picardie - Dakar /
- AFI[19] L'université de l'Entreprise – Depuis 1993- Zone B Dakar
- UDB[20] (université Dakar Bourguiba) - Dakar.
- UNIS[21] -  université du Sahel - Dakar
- Euromed[22] Université - Dakar
- ESG - École supérieure de gestion - Dakar
- UAHB[23] (université Amadou Hampaté Bâ) - Dakar.
- UEA - université Euro Afrique[24] - Dakar
- ESEM Afrique (École supérieure d'entreprenariat et de management)
- ISI - (institut supérieur d informatique)

Deux centres universitaires régionaux (CUR) ont ouvert leurs portes en 2006-2007 à Ziguinchor et à Bambey. D'autres sont à l'étude.

#### Grandes écoles
La plupart des grandes écoles publiques du Sénégal sont rattachées à l'université Cheikh Anta Diop de Dakar (UCAD). Pour tous les Instituts et écoles des universités publiques, l'accès se fait par voie de concours sélectifs, à tous les niveaux, sauf pour le 3e cycle où la sélection s'effectue par examen des dossiers des candidatures. Les étudiants étrangers ne subissent pas les concours et sont admis dans la limite des places disponibles s'ils sont officiellement présentés dans les délais.
- ESP et UCAD - École supérieure polytechnique de Dakar et École polytechnique de Thiès
- ENA - haute fonction publique[25] - Dakar
- ENSETP - École normale supérieure d'enseignement technique et professionnel
- ENDSS[26] - médecine (formation technique et professionnelle) - Dakar
- ENS (UCAD) - enseignement - Dakar
- INSEPS (UCAD) - enseignement du sport - Dakar
- IUPA (UCAD) - pêche et aquaculture - Dakar
- DIT - Dakar Institute of Technology - Informatique - Dakar[27]
- ESMT (École supérieure multinationale des télécommuications)
- CESAG - Centre africain d'études supérieures en gestion[28] - Dakar
- EIA - École internationale des affaires Depuis 1998, formation en management avec diverses spécialités
- ENCR - (École nationale des Cadres ruraux) agriculture et élevage - Bambey
- ENSA - agronomie - Thiès
- ENTSS - (École nationale des travailleurs sociaux spécialisés) - Dakar
- ENEA - statistiques/ planification/ gestion urbaine - Dakar
- EBAD (UCAD) - École de bibliothécaires archivistes et documentalistes - Dakar
- CESTI (UCAD) - journalisme/ communication - Dakar
- ILEA (UCAD) - Langues étrangères appliquées au Tourisme et aux Affaires - Dakar
- ESMT - École supérieure multinationale des télécommunications - Dakar
- ESG Dakar - École supérieure de gestion - Dakar - commerce et management
- IST (UCAD) - formation d'ingénieurs géologues - Dakar
- ISE (UCAD) - environnement - Dakar
- ISED (UCAD) - santé et développement - Dakar
- IPDSR (UCAD)	- population / développement / santé de la reproduction -Dakar
- ISG (UCAD) - finance/ comptabilité/ gestion - Dakar
- IAM - (Institut africain de management)
- ISI - (Institut supérieur d'informatique)
- ISM - (Institut supérieur de management)
- Groupe Supdeco Dakar (École supérieure de commerce de Dakar)
- AFI-L'UE - (l'université de l'Entreprise) - Dakar
- ESTM (École supérieure de technologie et de management)
- UEA ( université Euro - Afrique), en partenariat avec l'université Jules Verne de Picardie - Dakar

#### Établissements privés d'enseignement supérieur
Le secteur public ayant connu de graves crises en 1990, les pouvoirs publics ont voté la loi 91 – 22 du 16 février 1991 qui encourage la création d'établissements privés. Le statut de ces établissements est régi par la loi 94 -82 du 23 décembre 1994. Bien qu'un accord-cadre du 2 mai 1995 du ministère de l'Éducation nationale stipule que ces institutions, qui reçoivent des bacheliers (ou diplômes équivalents) en vue d'une formation supérieure, sont des établissements privés d'enseignement supérieur, aucune d'elles ne semble reconnue par l'État. En fait, elles viennent en renfort du secteur public sans que l'État ne soit en mesure de les contrôler.

## Formation professionnelle et technique (FPT)
Le taux d'accroissement des effectifs de la FPT est passé de 3,15 %, en 2012, à 13 %, en 2017.
Le pourcentage des sortants du cycle fondamental inscrit dans la FPT de 5,87 % à 8 %.
Le pourcentage des jeunes sortants accompagnés dans le parcours professionnel de 29 %, en 2013, à 36 %, en 2017.
Des clusters de formation professionnelle ont été mis en œuvre, dans les secteurs de l'agriculture, l'aviculture, le tourisme, et des centres de formation spécialisés dans les métiers du bâtiment et de la mécanique ont été construits.

### Filmographie
- L'Étudiant africain face aux mutations, un film du cinéaste sénégalais Mahama Johnson Traoré (1971)
- La Dernière cartouche, court métrage sénégalais, 1999